# Kapitänssyndrom
Unter Kapitänssyndrom oder Kapitänssymptomatik versteht man das Phänomen, dass viele Lernende in der Mathematik versuchen, Sachaufgaben – sogenannte Kapitänsaufgaben – zu lösen, die sachlich nicht erschlossen sind, d. h. die anhand des angegebenen Sachverhaltes gar nicht lösbar sind. Dabei werden Zahlen aus dem Aufgabentext unabhängig vom Kontext mit Operationszeichen verknüpft und das Rechenergebnis als Lösung angegeben.
Der Name Kapitänssyndrom bezieht sich auf eine Aufgabenstellung einer Untersuchung über dieses Phänomen.

## Forschungsergebnisse
Eine Arbeitsgruppe über Elementarunterricht am Institut de Recherche sur l’Enseignement des Mathématiques (IREM) von Grenoble untersuchte Kinder aus der zweiten und dritten Klasse. Sie forderte die Kinder auf, folgende Frage zu beantworten: „Auf einem Schiff sind 26 Schafe und 10 Ziegen. Wie alt ist der Kapitän?“ 76 der befragten 97 Schüler beantworteten die Frage, indem sie die angegebenen Zahlen der Aufgabenstellung in irgendeiner Weise miteinander kombinierten und eine Lösung auf die Frage angaben, obwohl es gar keine gibt. Dieses Verhalten zeigte sich in mehreren ähnlich aufgebauten Fragestellungen.
Dabei wurde auch beobachtet, dass Kinder sogar Rechenoperationen durchführten, wenn die Lösung bereits in der Frage ersichtlich war, wie etwa bei der Frage „Ein 27 Jahre alter Hirte hat 25 Schafe und 10 Ziegen. Wie alt ist der Hirte?“. Je älter die Kinder sind, desto häufiger führen sie Rechenoperationen zu Kapitänsaufgaben durch.

## Hintergrund
Anlass der Grenobler Untersuchung war ein Brief von 1841 des französischen Autors Gustave Flaubert an seine Schwester Caroline, in dem er die Frage stellt:
Ein von Boston kommendes mit Baumwolle beladenes Schiff von 200 Registertonnen segelt nach LeHavre, der Großmast ist gebrochen, auf der Back befindet sich ein Schiffsjunge, zwölf Passagiere sind an Bord, der Wind steht Ostnordost, die Schiffsuhr zeigt viertel nach drei am Nachmittag und es ist Mai… Wie alt ist der Kapitän?